# Poncij Pilat
Poncij Pilat, rimski guverner Judeje, * okoli 12 pr. n. št., † po 37.
Biblija pravi, da je dal Pilat usmrtiti Jezusa Kristusa, čeprav je bil ta nedolžen, a se je zbal, da ga bo ljudstvo vrglo s prestola.

## Življenje
Pilat je izhajal iz premožnejše rimske družine. Očitno je moral imeti ustrezne vojaške in upravne izkušnje, saj je bil leta 26 imenovan za upravitelja Judeje. Kot rimski upravitelj dežele je imel široka pooblastila v vojaških in finančnih zadevah. Poleg tega je tudi postavljal velikega duhovnika v jeruzalemskem templju in imel nadzor nad tempeljskim premoženjem. 
Zgodovinarji ga opisujejo kot surovega človeka, ki je bil precej sovražen do Judov in ni pokazal dosti posluha za njihove verske potrebe. Filon opisuje, da so se mu Judje upirali in se celo pritožili cesarju Tiberiju zaradi zlatih ščitov, ki jih je dal izobesiti po svoji palači v Jeruzalemu. Na Tiberijevo posredovanje je Pilat ščite prestavil v Cezarejo.
Jožef Flavij poroča, da je dal Pilat zgraditi akvedukt za oskrbo Jeruzalema z vodo, stroške pa je pokril kar iz tempeljske zakladnice. Množične proteste je ukrotil z vojaško silo.
Leta 1961 so v Cezareji odkrili kamen z vklesanim napisom (PON)TIVS PILATV(S). To je eden od redkih materialnih virov o življenju Poncija Pilata.

## Pilat v Svetem pismu
Pilat je najbolj znan po procesu proti Jezusu. 
Judovski veljaki s Kajfo na čelu so Pilatu pripeljali Jezusa in zahtevali, da ga Pilat usmrti. Pilat se najprej ni hotel vmeševati v judovske notranje zadeve in je Jezusa poslal k Herodu. Ta je Jezusa sicer zasliševal, potem pa ga je vrnil Pilatu. 
Pilatu se Jezus ni zdel nevaren in morda bi ga celo izpustil, a judovski duhovniki so nahujskali ljudi, da so zahtevali Jezusovo križanje. Pilat je množici ponudil, da (zaradi praznika pashe) enega od zapornikov izpusti, a ljudje so izbrali drugega zapornika - Barabo. Ko je Pilat videl, da množica le še bolj zahteva Jezusovo smrt, si je simbolično umil roke in izjavil, da ne bo on kriv Jezusove smrti. Po tem so Jezusa mučili in odvedli na Golgoto, kjer so ga križali.
Zgodbo podajajo vsi štirje kanonični evangeliji (Mt 27; Mr 15; Lk 23; Jn 18-19). V vseh poročilih je prikazan Pilat v precej pozitivni, judovsko ljudstvo pa v negativni luči. Nekateri zgodovinarji trdijo, da to ni zgodovinsko pravilno, pač pa je verjetno posledica dogodkov v prvih stoletjih, ko se je krščanstvo razšlo z judovstvom, hkrati pa se je zelo razširilo med Rimljani.

## Ljudski reki
S Pilatom je povezanih več slovenskih ljudskih rekov:
- Če nekdo hodi od Poncija do Pilata, pomeni, da je vpleten v birokratski postopek, kjer ga pošiljajo od ene inštance k drugi, potem pa spet nazaj (Pilat je Jezusa poslal k Herodu, ta pa spet nazaj k Pilatu).
- Če se je nekdo nekje znašel kot Pilat v veri, to pomeni, da je prišel na določeni položaj, ne da bi imel kakšne prave zasluge za to (Pilat je omenjen v molitvi veroizpovedi, a ne zaradi svojih zaslug).
- Če si nekdo umije roke, s tem zanika svojo vpletenost in krivdo (kot je Pilat zanikal krivdo pri Jezusovi usmrtitvi).